# Weihai
Weihai (chinês: 威海, pinyin: Wēihǎi) é uma cidade com nível de prefeitura situada no leste da província de Xantum, na China, sendo a mais oriental da província e um importante porto marítimo. Faz fronteira a oeste com Yantai e a leste com o mar Amarelo.
Segundo o censo de 2010, a sua população era de 2 804 800 habitantes, dos quais 591 982 viviam na zona edificada (distrito urbano de Huancui). Rongcheng, uma cidade administrativa dentro de Weihai, tem uma zona edificada com 1 006 795 habitantes.
Entre 1898 e 1930, a cidade fez parte do território britânico concessionado conhecido como Weihaiwei ou Weihai Garrison (chinês tradicional: 威海衛, chinês simplificado: 威海卫, pinyin: Wēihǎi Wèi); nesta época, a própria cidade era conhecida como Port Edward e serviu como capital de Weihaiwei.
O asteroide 207931 Weihai recebeu o nome desta cidade.

## Divisões administrativas
Weihai é uma cidade com nível de prefeitura que administra quatro divisões com nível de condado, incluindo dois distritos e duas cidades administrativas.
| Mapa                                               | Mapa      | Mapa          |
| -------------------------------------------------- | --------- | ------------- |
| Huancui Wendeng Rongcheng (cidade) Rushan (cidade) |           |               |
| Subdivisão                                         | Em chinês | Pinyin        |
| Distrito de Huancui                                | 环翠区    | Huáncuì Qū    |
| Distrito de Wendeng                                | 文登区    | Wéndēng Qū    |
| Rongcheng                                          | 荣成市    | Róngchéng Shì |
| Rushan                                             | 乳山市    | Rǔshān Shì    |

Estas localidades subdividem-se em sessenta e seis divisões com nível de municipalidade, incluindo cinquenta e duas cidades e catorze subdistritos.

## História
Durante a dinastia Qing, o porto de Weihaiwei serviu de base para a Frota de Beiyang. Em 1895, os japoneses conquistaram o porto na Batalha de Weihaiwei, que foi considerada a última grande batalha da Primeira Guerra Sino-Japonesa. Em 1898, os japoneses retiraram-se da cidade.
Weihaiwei permaneceu sob domínio britânico entre 1898 até 1930. Uma base da Marinha Real Britânica foi construída na Ilha Liugong. Weihaiwei tornou-se uma região administrativa especial após ter sido devolvida à República da China em 1930. Em 1949, foi fundada a cidade de Weihaiwei e o seu nome foi mudado para Weihai, após a revolução comunista.

## Clima e geografia
Weihai localiza-se no litoral nordeste de Xantum, e sua área administrativa inclui Chengshantou (成山头), a ponta oriental da península de Xantum (ou península de Shantung). A cidade está delimitada pelo mar em três lados e seu porto está protegido pela Ilha Liugong.
Weihai situa-se na zona de transição entre o clima subtropical húmido e o clima continental húmido (Köppen Cwa/Dwa), mas como se encontra na extremidade oriental da península de SXantum, o seu clima é fortemente influenciado pelo circundante mar Amarelo: o aquecimento primaveril e o arrefecimento outonal são adiados por um mês, os ventos são em geral elevados, e a variação diurna da temperatura média ao longo do ano é pequena e apenas de 6,73 °C (12,1 °F). Os invernos são frios e secos, mas ainda são mais quentes que os sítios internos localizados na mesma latitude; a temperatura média em janeiro é de −0,9 °C (30,4 °F). Os verões são quentes e húmidos e a temperatura média em agosto é de 24,7 °C (76,5 °F); a média anual é de 12,48 °C (54,5 °F). Mais de dois terços da precipitação anual ocorre de junho a setembro, com cerca de 2 540 horas de sol por ano.
| Dados climatológicos para Weihai (1971–2000)    | Dados climatológicos para Weihai (1971–2000) | Dados climatológicos para Weihai (1971–2000) | Dados climatológicos para Weihai (1971–2000) | Dados climatológicos para Weihai (1971–2000) | Dados climatológicos para Weihai (1971–2000) | Dados climatológicos para Weihai (1971–2000) | Dados climatológicos para Weihai (1971–2000) | Dados climatológicos para Weihai (1971–2000) | Dados climatológicos para Weihai (1971–2000) | Dados climatológicos para Weihai (1971–2000) | Dados climatológicos para Weihai (1971–2000) | Dados climatológicos para Weihai (1971–2000) | Dados climatológicos para Weihai (1971–2000) |
| Mês                                             | Jan                                          | Fev                                          | Mar                                          | Abr                                          | Mai                                          | Jun                                          | Jul                                          | Ago                                          | Set                                          | Out                                          | Nov                                          | Dez                                          | Ano                                          |
| ----------------------------------------------- | -------------------------------------------- | -------------------------------------------- | -------------------------------------------- | -------------------------------------------- | -------------------------------------------- | -------------------------------------------- | -------------------------------------------- | -------------------------------------------- | -------------------------------------------- | -------------------------------------------- | -------------------------------------------- | -------------------------------------------- | -------------------------------------------- |
| Temperatura máxima recorde (°C)                 | 13,6                                         | 19,8                                         | 23,4                                         | 29,6                                         | 34,2                                         | 38,4                                         | 37,4                                         | 35,4                                         | 33,7                                         | 30,4                                         | 24,0                                         | 18,0                                         | 38,4                                         |
| Temperatura máxima média (°C)                   | 2,0                                          | 3,4                                          | 8,5                                          | 16,0                                         | 21,6                                         | 25,5                                         | 27,8                                         | 27,8                                         | 24,4                                         | 19,1                                         | 11,8                                         | 5,2                                          | 16,1                                         |
| Temperatura média (°C)                          | −0,9                                         | 0,1                                          | 4,6                                          | 11,4                                         | 16,9                                         | 21,2                                         | 24,3                                         | 24,7                                         | 21,2                                         | 15,6                                         | 8,5                                          | 2,1                                          | 12,5                                         |
| Temperatura mínima média (°C)                   | −3,4                                         | −2,5                                         | 1,3                                          | 7,5                                          | 12,8                                         | 17,7                                         | 21,3                                         | 22,0                                         | 18,2                                         | 12,4                                         | 5,5                                          | −0,5                                         | 9,4                                          |
| Temperatura mínima recorde (°C)                 | −12,3                                        | −13,2                                        | −8,6                                         | −1,2                                         | 5,7                                          | 10,7                                         | 14,4                                         | 15,3                                         | 7,5                                          | 0,8                                          | −7,4                                         | −11,3                                        | −13,2                                        |
| Precipitação (mm)                               | 12,9                                         | 12,2                                         | 17,8                                         | 36,1                                         | 49,0                                         | 74,5                                         | 132,6                                        | 175,7                                        | 79,9                                         | 37,3                                         | 29,9                                         | 22,1                                         | 680,0                                        |
| Dias com precipitação (0.1 mm)                  | 6,5                                          | 5,1                                          | 4,6                                          | 5,8                                          | 6,9                                          | 7,9                                          | 11,5                                         | 10,2                                         | 6,9                                          | 6,4                                          | 7,8                                          | 8,2                                          | 87,8                                         |
| Fonte: Centro Nacional de Meteorologia da China |                                              |                                              |                                              |                                              |                                              |                                              |                                              |                                              |                                              |                                              |                                              |                                              |                                              |

## Economia

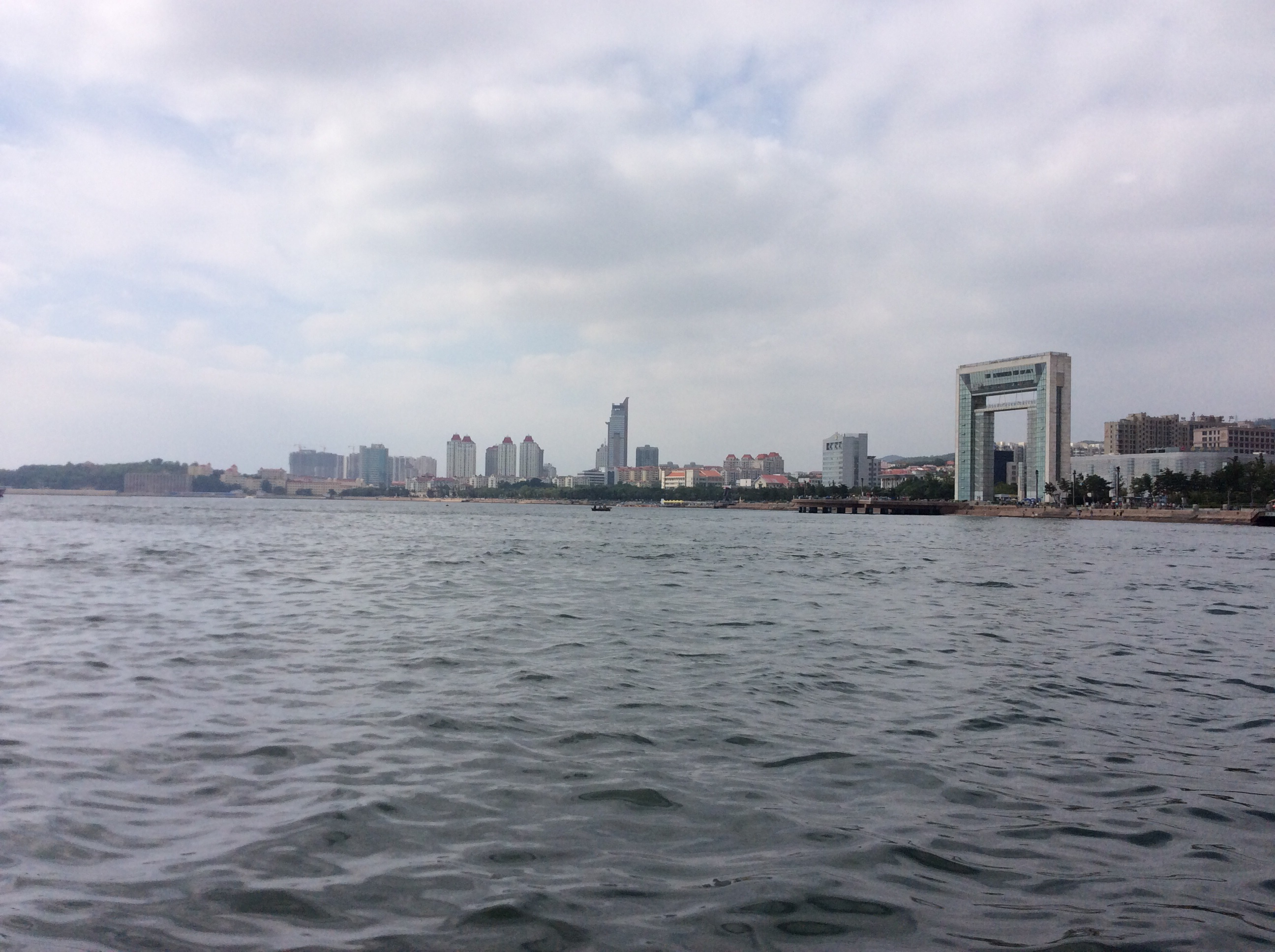
Panorama urbano de Weihai visto a partir do mar.

Weihai é um importante porto comercial e centro de pesca, tendo também algumas indústrias ligeiras. Devido à sua proximidade com a Coreia do Sul, Weihai possui também uma grande comunidade de negócios coreana e recebe muitos turistas coreanos. Weihai  é também uma importante área de produção de frutas e amendoins.

### Zona industrial
Zona de Desenvolvimento Económico e Tecnológico de Weihai
A Zona de Desenvolvimento Económico e Tecnológico de Weihai é uma zona de desenvolvimento estatal aprovada pelo Conselho de Estado a 21 de outubro de 1992. A área administrativa tem uma superfície de 194 km², incluindo uma área programada de 36 km² e uma área inicial de 11,88 km². Seu porto mais próximo é o Porto de Weihai, e o aeroporto mais próximo da zona é o Aeroporto de Wuhai.
Zona Franca Industrial para a Exportação de Weihai
A Zona Franca Industrial para a Exportação de Weihai (ou também Zona de Processamento de Exportação de Weihai) foi criada e aprovada pelo Conselho de Estado a 27 de abril de 2000. Localiza-se na Zona de Desenvolvimento Económico e Tecnológico de Weihai, com uma área programada de 2,6 km². A zona situa-se a trinta quilómetros do Aeroporto de Weihai, a três quilómetros da Estação Ferroviária de Weihai e a quatro quilómetros do Porto de Weihai.
Parque de Ciência e Tecnologia Torch de Weihai
O Parque de Ciência e Tecnologia Torch de Weihai é uma zona de desenvolvimento estatal aprovada pelo Conselho de Estado em março de 1991. Localizado na zona noroeste da educação, ciência e cultura, o Parque tem uma área total de 111,9 km², um litoral de 30,5 km² e 150 000 habitantes. Fica a uma distância de três quilómetros do centro da cidade, a quatro quilómetros do Porto de Weihai, a dez quilómetros da Estação Ferroviária de Weihai, a trinta quilómetros do Aeroporto de Weihai e a oitenta quilómetros do Aeroporto de Yantai.

## Educação
Em Weihai estão situados os campi da Universidade de Xantum, do Instituto de Tecnologia de Harbin e da Universidade Jiaotong de Pequim.

## Transporte
O Aeroporto de Weihai serve a cidade com um serviço regular a nível nacional até Pequim, Xangai, Cantão e Harbin e também até as cidades coreanas como Seul e Busan, sendo o quarto aeroporto mais frequentado de Xantum, após Qingdao, Jinan e Yantai.
A Rede de Transporte Ferroviário Interurbano de Qingdao-Rongcheng realiza o seu trajeto direto até Xangai Hongqiao, sul de Pequim, Jinan, norte de Jimo (brevemente também ao norte de Qingdao) e Yantai, com as quatro estações ferroviárias em Weihai, norte de Weihai, leste de Wendeng e Rongcheng.
Quanto aos serviços ferroviários convencionais, os comboios K8262 e K8264 partem todos os dias para Jinan, às sete horas e dezassete minutos da manhã e às nove horas e cinquenta e dois minutos da tarde, respetivamente, o comboio K412 parte diretamente até Pequim às sete horas e quarenta e nove minutos da tarde e o comboio de número 1064 parte para Hankou às oito horas e vinte minutos da tarde, uma das duas estações ferroviárias de Wuhan e Hubei. Internamente, a cidade é servida por cerca de cinquenta linhas de autocarro.